# Józef Bogumił Lewandowski
Józef Bogumił Lewandowski (ur. 23 marca 1930 w Kole, zm. 6 października 2016 w Poznaniu) – polski inżynier i nauczyciel akademicki. Doktor habilitowany inżynier nauk technicznych

## Życiorys
W 1948 roku zdał maturę w Liceum „Oświata” w Kole. W 1952 roku uzyskał stopień inżyniera na Politechnice Wrocławskiej, a stopień magistra dwa lata później na Politechnice Gdańskiej. W 1964 roku na tej samej uczelni uzyskał stopień doktora nauk technicznych, a w 1994 habilitację.
W latach 1943−1945 pracował jako goniec w biurze handlowym. W latach 1951−1952 pracował w Państwowym Zarządzie Wodnym w Opolu, w kierownictwie robót na rzece Nysa Kłodzka. W 1952 roku pracował w Bydgoskim Biurze Projektów Budownictwa Przemysłowego, a w latach 1953−1959 w Instytucie Budownictwa Wodnego Polskiej Akademii Nauk. Pracował też na Politechnice Gdańskiej (do 1964) i Wyższej Szkole Rolniczej/Akademii Rolniczej w Poznaniu (do 2000).
W latach 1969−1970 i 1981−2000 był kierownikiem Katedry Budownictw Wodnego na Akademii Rolniczej w Poznaniu. W latach 1970−1981 był natomiast dyrektorem Instytutu Budownictwa Wodno-Melioracyjnego i kierownikiem Zakładu Budownictwa Wodnego, a od 1981 do 1987 dziekanem Wydziału Melioracji Wodnych. W 2000 roku przeszedł na emeryturę. 
Był członkiem Komitetu Melioracji PAN (1972−1989, w tym jego wiceprzewodniczącym w latach 1984−1986 i 1988−1989), Komisji Nauk Mechanicznych i Budowlanych PAN (1972−1989), Komitetu Inżynierii Lądowej i Wodnej PAN (1972−1984), Rady Naukowej Instytutu Melioracji i Użytków Zielonych (1978−1980) i Komitetu Gospodarki Wodnej PAN (1984−1998). Jest autorem ponad 83 publikacji i 2 podręczników.
W 2017 jego imię nadano Laboratorium Wodnemu Katedry Inżynierii Wodnej i Sanitarnej Uniwersytetu Przyrodniczego w Poznaniu.
Został pochowany na cmentarzu parafialnym św. Jana Vianneya w Poznaniu.

## Odznaczenia
Został odznaczony następującymi odznaczeniami:
- Krzyż Kawalerski Order Odrodzenia Polski (1991)
- Złoty Krzyż Zasługi (1979)
- Medal Komisji Edukacji Narodowej (1999)
- Odznaka honorowa „Za Zasługi dla Ochrony Środowiska i Gospodarki Wodnej” (1991)
- Odznaka honorowa „Za Zasługi w Rozwoju Województwa Poznańskiego” (1969)
- Złota (1982) i srebrna (1968) odznaka honorowa Stowarzyszenia Inżynierów i Techników Wodnych i Melioracyjnych
- Diamentowa, złota i srebrna odznaka honorowa Naczelnej Organizacji Technicznej
- Medal „Zasłużony dla Uniwersytetu Przyrodniczego w Poznaniu”